# Angola-Epaulettenflughund
Der Angola-Epaulettenflughund (Epomophorus angolensis) ist ein Flughund der Gattung Epomophorus, welcher im südwestlichen Angola und nordwestlichen Namibia vorkommt.

## Beschreibung
Der Angola-Epaulettenflughund wird etwa 90 g schwer und ist mit einer Kopf-Rumpf-Länge von etwa 14,7 cm eine große Fledermausart in Westafrika. Äußerlich ähnelt der Angola-Epaulettenflughund Peters’ Epaulettenflughund (E. crypturus). Das Fell ist oberseits hell sandfarben bis hellbraun, unterseits ist es blasser gefärbt. Am unteren Bereich der Ohrmuschel ist das Fell weiß. Die dunkelbraunen Flügel sind spärlich behaart. Der Sexualdimorphismus zeigt sich unter anderem an Größe und Gewicht: die Männchen sind deutlich schwerer und größer als die Weibchen. Zudem besitzen nur die Männchen die sogenannten Epauletten, also weiße Fellbereiche an den Schultern, die zur Balz aufgestellt und präsentiert werden können. Während Ruhephasen sind diese weißen Fellbüscheln nicht sichtbar, sie können in spezielle Taschen zurückgezogen werden.

## Verbreitung

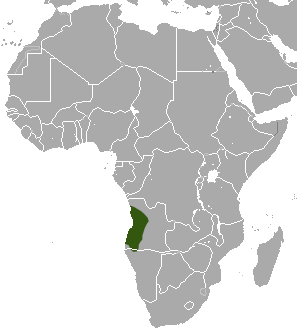
Verbreitungsgebiet

Das Verbreitungsgebiet des Angola-Epaulettenflughunds ist sehr klein und auf den Südwesten Angolas sowie den äußersten Nordwesten Namibias beschränkt. Die meisten Nachweise aus Namibia existieren im Bereich des Kunene an der Grenze zu Angola. Nördlichste Funde stammen aus der Nähe von Luanda in Angola.

## Lebensweise
Die Datenlage über den Angola-Epaulettenflughund ist gering, sodass keine gesicherten Erkenntnisse zur Ökologie der Art vorliegen. Es wird vermutet, dass die Art in immergrünen Wäldern wie Galeriewäldern oder Mopanewäldern vorkommt und Früchte verzehrt.

## Gefährdung
Seitens der IUCN wird die Art als potentiell gefährdet („near threatened“) eingestuft, da bevorzugte Habitate zerstört werden und das Verbreitungsgebiet insgesamt sehr kleinräumig ist.